# Compsophorus madagassus
Compsophorus madagassus är en stekelart som först beskrevs av Heinrich 1938.  Compsophorus madagassus ingår i släktet Compsophorus och familjen brokparasitsteklar. Inga underarter finns listade i Catalogue of Life.